# Indigofera exellii
Indigofera exellii är en ärtväxtart som beskrevs av Antonio Rocha da Torre. Indigofera exellii ingår i släktet indigosläktet, och familjen ärtväxter. Inga underarter finns listade i Catalogue of Life.